# Willy Jäggi
Willy Jäggi (Soleure, Suiza; 28 de julio de 1906 – 1 de febrero de 1968) fue un futbolista suizo que jugaba en la posición de delantero.

## Carrera

### Club
Inició su carrera con el FC Solothurn a los 20 años y jugó para siete equipos de Suiza hasta su retiro en 1940. Logró ser campeón de la Superliga Suiza con el FC Laussane-Sport en dos ocasiones y ganó la Copa de Suiza dos veces, todas en los años 1930, además de ser el goleador de la Superliga Suiza en la temporada 1935/36 con 30 goles.
Con el Servette FC fue campeón de copa en la temporada 1927/28, siendo el primer campeonato que ganó en su carrera.

### Selección
Con Suiza jugó 21 partidos entre 1927 y 1935 y anotó 13 goles, además de formar parte de la selección que jugó en los Juegos Olímpicos de Ámsterdam 1928 y en el mundial de Italia 1934 donde anotó un gol.

## Palmarés

### Club
- Superliga Suiza: 2

1934-1935, 1935-1936
- Copa de Suiza: 3

1927-1928, 1934-1935, 1938-1939

### Individual
- Goleador de la Superliga Suiza: 1

1935-1936 (30 goles)